# Außenpolitik der Administration Donald Trumps
Die Außenpolitik der Administration Donald Trumps war die Außenpolitik der Vereinigten Staaten von 2017 bis 2021, während der ersten Präsidentschaft von Donald Trump. Sie wird auch als die Trump-Doktrin bezeichnet. Die US-Außenpolitik unter Donald Trump zeichnete sich durch ihre Unberechenbarkeit und den Bruch früherer internationaler Verpflichtungen aus. Sie stellte diplomatische Konventionen auf den Kopf, setzte auf politische und wirtschaftliche Brinkmanship mit den meisten Gegnern und belastete die Beziehungen zu traditionellen Verbündeten. Trumps „America First“-Politik verfolgte nationalistische außenpolitische Ziele und gab bilateralen Beziehungen Vorrang vor multinationalen Abkommen. Als Präsident bezeichnete Trump sich selbst als Nationalist, während er isolationistische, nicht-interventionistische und protektionistische Ansichten vertrat; er lobte persönlich einige populistische, neo-nationalistische, illiberale und autoritäre Regierungen, während er andere verärgerte, während die Diplomaten der Administration nominell weiterhin pro-demokratische Ideale im Ausland verfolgten.

## Eigenschaften
Das Hauptmerkmal dieser Außenpolitik ist, dass Trump gemäß seinem Wahlkampfslogan „America First“ die wirtschaftlichen und sicherheitspolitischen Interessen der USA über die Interessen anderer Staaten und Staatengemeinschaften stellt (Unilateralismus). Ideologisch basiert die Trump-Politik auf der Denkschule des Neorealismus. Nach dieser Schule bauen Staaten ihre Macht durch wirtschaftliche und militärische Maßnahmen aus, um ihre Sicherheit zu gewährleisten.
Diese Haltung hat u. a. zu höheren Investitionen in das amerikanische Militär, der Forderung nach einer gerechteren Kostenverteilung in der NATO und der Ablehnung internationaler Abkommen geführt, die nach Trumps Ansicht die USA benachteiligen. Während Trumps Amtszeit haben sich die USA zum Beispiel aus der Transpazifischen Partnerschaft zurückgezogen, das Pariser Klimaabkommen verlassen und höhere Importsteuern beschlossen. Allerdings schließt die Trump-Administration eine generelle Zusammenarbeit mit anderen Ländern nicht aus. In einem Zeitungskommentar schrieben Trumps Berater Herbert Raymond McMaster und Gary Cohn, „America First“ bedeute nicht „America Alone“. Aber die USA behandelten „andere Länder so, wie sie uns behandeln“.
Trumps Außenpolitik basiert auch auf der Annahme, dass sich der politische, wirtschaftliche und militärische Wettbewerb zwischen einzelnen Staaten verschärfen wird. Die Nationale Sicherheitsstrategie identifiziert Russland und China als die Hauptkonkurrenten. Darüber hinaus wächst die Bedrohung durch Migration, internationalen Terrorismus und autoritäre Regime. Diesen Bedrohungen müssen die USA entschlossen entgegentreten – notfalls mit militärischer Gewalt. Trumps Sprecher Sean Spicer verteidigte den Luftangriff auf den Luftwaffenstützpunkt Asch-Schaiʿirat mit dem Hinweis auf diese Logik. In seinem ersten Amtsjahr drohte Trump auch dem nordkoreanischen Diktator Kim Jong-un mehrfach mit einem Militärschlag, falls Nordkorea seine Atomwaffentests nicht einstellen würde. Neben Nordkorea nennt die Nationale Sicherheitsstrategie auch den Iran als einen Staat, der die USA und ihre Verbündeten bedroht. Trump ist daher ein entschiedener Gegner des von seinem Vorgänger Barack Obama abgeschlossenen Atomabkommens mit dem Iran.
Weitere Charakteristika von Trumps Außenpolitik werden unter dem Schlagwort Trumpismus subsumiert, das allerdings auch Trumps Innenpolitik umfasst. Es wird auch darauf hingewiesen, dass sich Trumps Außenpolitik nicht wesentlich von der seiner Vorgänger unterscheidet. Trump selbst betonte im Wahlkampf, er wolle in der Außenpolitik „unberechenbar“ sein. Ein hochrangiger Berater sagte auch in einem Hintergrundgespräch, dass ein Teil der Trump-Politik sei, dass sie nicht doktrinär, sondern sehr pragmatisch sei.